# Floridia
Floridia település Olaszországban, Siracusa megyében. Lakosainak száma 21 182 fő (2023. január 1.). Floridia Siracusa, Solarino és Palazzolo Acreide községekkel határos.

## Népesség
A település népességének változása:
| Lakosok száma | 22 726 | 22 694 | 21 182 |
|               | 2017   | 2018   | 2023   |